# Doria Shafik
شفيق, دريّة
Doria Shafik, ou Durriya Shafik, en arabe : شفيق, دريّة, née le 14 décembre 1908, morte le 20 septembre 1975, est une féministe, philosophe, poète et éditrice égyptienne. Elle est l'une des principales meneuses du mouvement de libération des femmes en Égypte, durant les années 1940 et 1950, un mouvement  qui obtient le droit de vote pour les Égyptiennes en 1956.

## Jeunesse
Doria Shafik est née à Tanta, dans la région du delta du Nil. Au décès de sa mère, alors qu'elle est âgée de 13 ans,  
elle intègre une école missionnaire française à Alexandrie.
À seize ans, elle est la plus jeune égyptienne à obtenir le baccalauréat français pour lequel elle reçoit une médaille d'argent de félicitations. Puis elle reçoit une bourse d'études du ministère égyptien de l’Éducation et poursuit ses études en France. Elle obtient une licence puis un doctorat en philosophie à l'université de la Sorbonne à Paris. Elle soutient deux thèses : « L'Art pour l'art dans l'Égypte antique » et « La femme et le droit religieux de l'Égypte contemporaine ». Elle obtient son doctorat avec mention très honorable.
À Paris, elle épouse Nour Al Din Ragai, un étudiant en droit, titulaire d'une bourse d'études, qui prépare également sa thèse de doctorat.
En 1940, à son retour de France en Égypte, elle espère contribuer à l'éducation de la jeunesse de son pays, mais le doyen de la faculté des lettres de l'université du Caire, lui refuse un poste d'enseignant sous prétexte qu'elle est « trop moderne ».
En 1945, la princesse Shivakiar, première épouse du roi Fouad Ier, offre à Doria Shafik la position de rédacteur en chef du magazine culturel et littéraire français, La Femme Nouvelle. Elle accepte le poste et, à la mort de Shivakiar, en 1947, en prend la direction complète ainsi que son financement. Sous sa direction, La Femme Nouvelle acquiert une portée régionale. Aussi, en 1945, elle lance l'Union des filles du Nil, puis, en 1948, elle  décide de publier un magazine arabe (Bint Al Nil ou, en français, La fille du Nil) destiné à éduquer les Égyptiennes et les aider à avoir le rôle le plus efficace possible au sein de leur famille et en société.

## Militantisme féministe
En février 1951, elle réussit à rassembler secrètement 1 500 femmes des deux principaux groupes féministes en Égypte (Bint Al-Nil et l'Union féministe égyptienne), organise une marche et fait irruption au parlement afin de déposer aux parlementaires, hommes, rassemblés, une série de demandes principalement liées aux droits socio-économiques des femmes. Elle est convoquée devant la justice pour cette action. Elle choisit comme avocate Mufidah Abdul Rahman. Mais le juge préfère finalement ajourner indéfiniment l'audience. Sur le plan politique, en dépit de promesses de réception par le président du Sénat, les droits des femmes ne connaissent, par la suite, aucune amélioration immédiate, cette année-là,. En 1951, elle décide de contribuer aux luttes contre l'occupation britannique en créant la première unité militaire féminine qui rassemble 2 000 femmes, qu'elle prépare pour le front, à mener des activités de soins infirmiers. 
Après la révolution égyptienne de 1952, Shafik demande au gouvernement la reconnaissance de Bint Al-Nil (l' Union des filles du Nil) en tant que parti politique ce qui est refusé. Elle tente aussi, sans succès, cette même année 1952 de substituer l'Union des filles du Nil à l' Union féministe égyptienne au sein de l'Alliance internationale des femmes (en anglais : International Alliance of Women, IAW). Le 12 mars 1954, elle entreprend une grève de la faim de huit jours au syndicat de la presse, pour protester contre la création d'un comité constitutionnel sans femmes. Elle termine sa grève quand elle reçoit, du président Mohammed Naguib, l'engagement écrit qu'il respectera les droits des femmes dans la constitution.
En raison de l'impact médiatique suscité par sa grève de la faim, elle est conviée à donner des conférences sur la femme égyptienne en Asie, Europe et aux États-Unis. Elle se rend en Italie, Angleterre, France, Japon, Pakistan, Ceylan et en Inde. En Égypte, les femmes obtiennent le droit de vote, en vertu de la constitution de 1956, à condition qu'elles soient alphabétisées, ce qui n'est pas une condition nécessaire pour le vote masculin.
En 1957, elle entame une deuxième grève de la faim à l'ambassade indienne, pour protester contre le régime dictatorial du président Gamal Abdel Nasser. En conséquence, elle est placée en résidence surveillée par Nasser, son nom est banni de la presse et ses magazines interdits.
Après son assignation à résidence, Doria Shafik mène une vie solitaire, même lorsque son mouvement n'est plus interdit. Elle  passe ses dernières années à la lecture, l'écriture et principalement en compagnie de ses filles et petits-enfants. Elle se suicide en se jetant de son balcon en 1975.

## Vie personnelle
Doria Shafik se marie avec Nour Al-Din Ragai à Paris, en 1937. Il est un éminent avocat en Égypte qui la soutient dans ses activités. Ils vivent ensemble durant 31 ans, jusqu'au divorce en 1968, et ont deux filles, Aziza et Jehane.

## Œuvre littéraire
Outre son activité de journaliste, Shafik a écrit un roman, L'Esclave Sultane, plusieurs volumes de poésie, publiés par Pierre Fanlac, ses propres mémoires et a traduit le Coran en anglais et en français.

## Sources
- (en) Cet article est partiellement ou en totalité issu de l’article de Wikipédia en anglais intitulé « Doria Shafik » (voir la liste des auteurs).